# Indisk muntjak
Indisk muntjak (Muntiacus muntjak) är en däggdjursart som först beskrevs av Zimmermann 1780. Indisk muntjak ingår i släktet Muntiacus och familjen hjortdjur.

## Utseende
Den är 89–135 cm lång (huvud och bål) och har en svanslängd på 13–23 cm. Mankhöjden är 40–65 cm och vikten 14–35 kg. Den har kort päls och är gul till rödbrun på ovansidan medan bröst och buk är vitaktig. Hannen har korta horn. Båda könen har förlängda nedre hörntänder som kan vara synliga utanför den stängda munnen.

## Utbredning och systematik
Detta hjortdjur förekommer i Sydostasien från södra Malackahalvön över Borneo och Sumatra till Mataram. I Singapore är arten utdöd. Arten vistas i låglandet och i medelhöga bergstrakter upp till 800 meter över havet, sällan upp till 1000 meter. Inga underarter finns listade i Catalogue of Life medan Wilson & Reeder (2005) skiljer på 11 underarter.

## Ekologi
Dess Habitat utgörs av olika slags skogar och arten uppsöker även trädodlingar och jordbruksmark. På Bali och Java förekommer den dessutom i savannen. indisk muntjak är främst aktiv på dagen men kan ibland även vara nattaktiv. Den äter blad, frukt, gräs, örter och andra växtdelar och ibland även fågelägg. 
Den lever ensam i ett revir men avgränsningen mellan olika territorier är inte fasta. Honor kan para sig hela året. Dräktigheten varar cirka 180 dagar och sedan föds oftast ett ungdjur som väger 550–650 gram. Redan efter sex månader måste ungen lämna moderns revir. Honor blir könsmogna vid slutet av första levnadsåret och hannar något senare. Med människans vård lever arten ungefär 17 år.

## Status och hot
IUCN kategoriserar Indisk muntjak globalt som livskraftig.